# Kagylókürt (folyóirat)

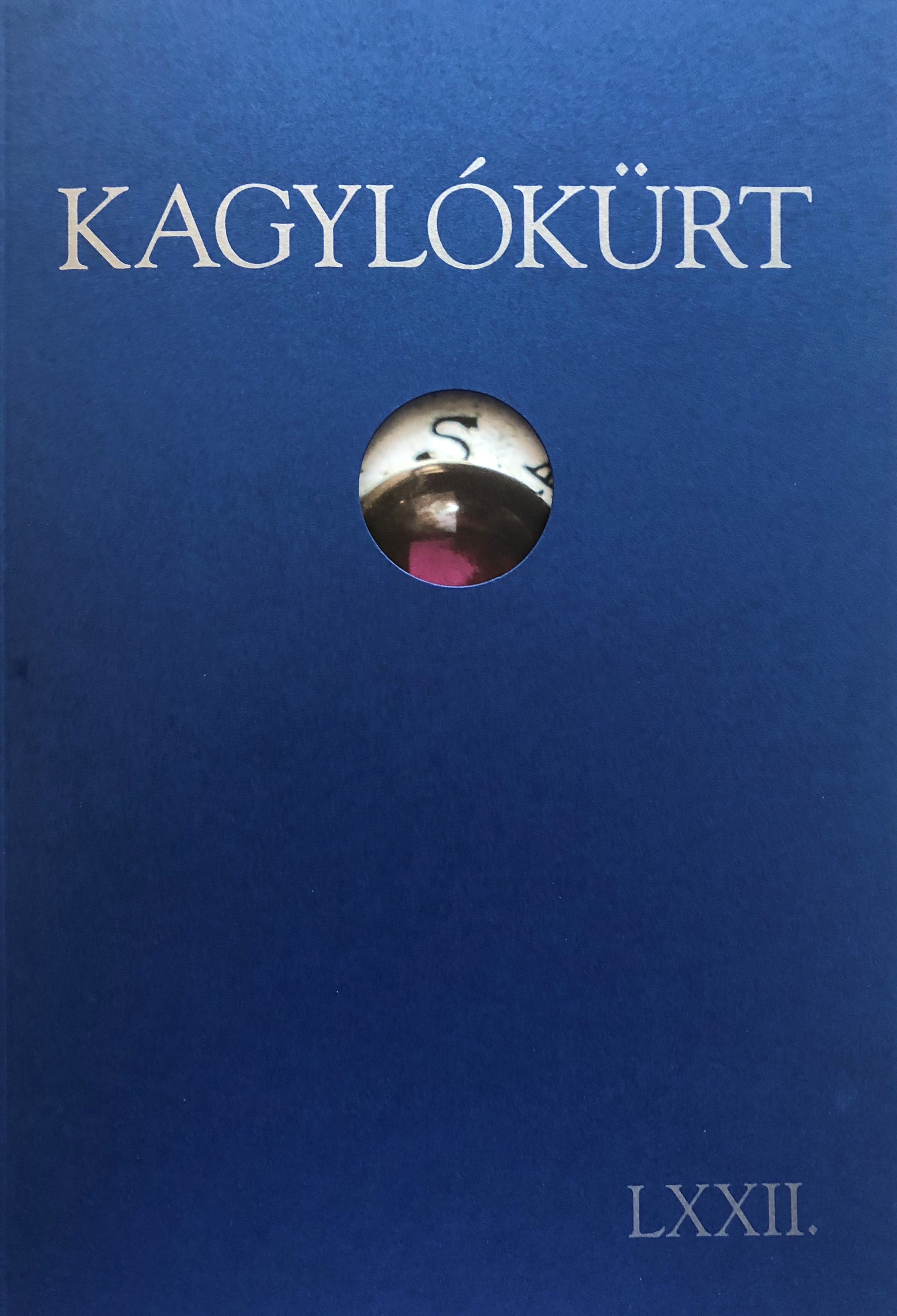
A Kagylókürt folyóirat LXXII. számának borítója

A Kagylókürt a keleti és nyugati szellemiség közötti kapcsolat kutatását képviselő spirituális és kulturális folyóirat. 1985-ös alapítását követően 1989 óta jelenik meg Magyarországon, jelenleg (2021) évente kétszer. A lap kiadója a Gangesz Indiai–Magyar Kulturális Alapítvány. Neve egyúttal a folyóirat szerzőiből, alkotóiból álló szellemi műhelynek is a megnevezése.

## Nevének jelentése, eredete
A kagylókürt (tulajdonképpen csigakürt) világszerte megtalálható sok (főként tengermelléki) nép hagyományos eszköztárában. Az impresszum oldal fejlécében szerepel az alábbi meghatározás:
A kagylókürt jellegzetes keleti hangszer, melyet a régi időkben sok nép használt, így a magyarok elei is jelek adására, információ továbbítására. Az óind hagyomány szerint a Kagylókürt a Hangot, illetve a szellemi bőségszarut jelképezi, másutt pedig a lélek győzelmét az anyag felett.

## Története
A legelső, kísérleti szám Franciaországban készült, és Bécsben jelent meg az első magyar hindu szerzetes, Abhay Narayan (1954 – 1993) szerkesztésében. A folyóirat szamizdat kiadványként a Bécsben járó turisták közvetítésével jutott be az országba. A lap kezdeti célja elsősorban a védikus életszemlélet bemutatása volt. Az első, kísérleti szám borítóján is ez állt: „Az egyetlen magyar nyelvű folyóirat a védikus filozófiáról és kultúráról”. Abhay Narayan „olyan írásokat akart közölni, amelyek - származzanak bármely kulturális és földrajzi közegből - haladó szellemiségűek, és segítenek véghezvinni az olvasóban egy belső forradalmat. Lelki életszemléletet, erőszak-nélküliséget, erkölcsöt, természet közeli életet, tiszta és egészséges környezetet szeretett volna teremteni mindenki számára. Ez volt az üzenet.”
Az 1989-es változásoknak köszönhetően lehetővé vált a Kagylókürt hazai kiadása, a megjelenés pedig folyamatossá vált. Azóta rendszeresen jelenik meg Magyarországon a folyóirat. Az első számoktól kezdve a hindu filozófia bemutatása mellett jelentős szerepet kaptak a legégetőbb társadalmi problémákkal foglalkozó írások is (ökológia, magzatvédelem, erőszakmentesség, vegetáriánus életmód, egészség, reklám és agymosás, drog stb.) Egyedi látásmódot képviseltek a matematika, a fizika és a misztika kapcsolatát feltáró cikkek, melyek a természettudományok legfrissebb eredményeinek értelmezésére törekedtek a keleti tanítások fényében.
Abhay Narayan 1993-ban bekövetkezett halálát követően a régi szerkesztőgárda folytatta a munkát (Kellár Márta, Bányay Géza, Rácz Géza; Gera Ildikó, Mikola Klára).
2000-től Rácz Géza lett a főszerkesztő, aki a szerzőkkel műhelymunkában közösen készíti a folyóiratot napjainkban is.
2001-től a magazin már tematikus számokkal jelentkezett (29 – 50. szám). A fókuszáltság, egy téma részletes körbejárása, megvizsgálása mind a mai napig jellemzi a lapot. A terjedelem nőtt, de a magazinokra jellemző általános trendektől eltérően megmaradtak a fekete-fehér illusztrációk. Ebben az évben indult útjára az Orientáció, Rácz Géza szavaival „a lap a lapban” melléklet, mely a hindu tradíció forrásait értelmezi és teszi közkinccsé. Azóta az Orientáció a Kagylókürt „magja”, mely az olvasó számára is láthatóvá, hozzáférhetővé teszi azt a szellemi alapot, melyre a folyóirat építkezik.
2008-ban az 50., jubileumi szám megjelenése kapcsán jött létre a Kagylókürt archiváló jellegű honlapja, mely jelenleg is működik. Az egy évnél régebbi számok anyagának túlnyomó része – több mint 1200 cikk – elérhető ezen a felületen. Egy, a lap történetét bemutató két részből álló film is készült ebben az évben.
2009-ben nagy átalakuláson ment át a folyóirat: az éves megjelenések száma kettőre csökkent, viszont tovább bővült a terjedelem, a magazin jelleg megszűnt, s a lap címlapján feltűnt az első a jellegzetes kivágásforma: a négyzet. Ezt 2014-ben a háromszög alakzat, majd 2019-ben a kör alakú kivágás váltotta fel.
2015. november 28-án jubileumi gálaműsorral ünnepelték az első Kagylókürt megjelenésének 30. évfordulóját.

## Karakter, célkitűzések
A lap szellemi örökségeként tekint arra a szemléletmódra, melyet Abhay Narayan képviselt hazánkban. E szemléletet tükrözi a folyóirat hasábjain többször felbukkanó alábbi idézet is Kőrösi Csoma Sándortól:
Keressetek, kutassatok, mert az egész világ egyetlen nemzete sem talál annyi kincset kultúrájának gyarapítására, mint a magyar az ősindiai kultúra tárházában.
A periodika figyelmének hatóköre kiterjed az emberiség szinte valamennyi szellemi és spirituális hagyományára, a tudomány és a kultúra aktuális és örök kérdéseire is. Leghangsúlyosabb törekvése az említett szellemi dimenziók közötti párhuzamok, kapcsolatok feltárása, a közös, egyetemes értékek kutatása, vizsgálata, közkinccsé tétele.
A Kagylókürt létrejöttére és kezdeti jellegzetességeire tekintettel, eredetileg az olyan hinduizmussal foglalkozó folyóiratok körébe tartozott, mint a The Harmonist, a Clarion Callvagy a Hinduism Today. Azonban már a kezdetektől teret kaptak, majd története során egyre nagyobb szerephez jutottak lapjain a nem indiai szellemi hagyományok, vallási, kulturális és tudományos tárgykörök – így a magyar kultúra, a magyar történelem kérdései is.
Önmeghatározása szerint:
"A Kagylókürt – keletre és nyugatra egyaránt nyitott bölcseleti alapokon nyugodva – kizárólag a magas szintű filozófiai gondolkodást, és a tiszta, őszinte igazságkeresést szem előtt tartva kínál útmutatást azoknak, akik vallják, hogy a bölcselet mindig időszerű, és a hétköznapok gondján-baján túl az élet valódi értelmét és célját keresik.”
Honlapja szerint pedig elsődleges célja:
- „a keleti szellemiség közvetítése a magyarság és a nyugati ember számára,
- a lelki, szellemi értékek felmutatása, képviselete,
- az emberiség szellemi hagyatékának, összegző tradícióinak védelme és kutatása,
- törekvés az egymástól eltávolodott keleti és nyugati típusú gondolkozás, szemlélet közelítésére, egyesítésére.”[7]

## Tartalmi jellemzők és témák
A Kagylókürtben megjelenő cikkek, írások hangvétele sokszínű, találhatóak benne probléma- és kérdésfelvető, valamint ismeretközlő, tárgyilagos és esszé-szerű művek is. A folyóirat legjellemzőbb műfaja az esszé és a tanulmány, de ezek mellett találhatóak benne interjúk, úti beszámolók, novellák, egyéb elbeszélések, versek, továbbá fényképek és grafikák is.
Témái: „holisztikus világszemlélet * emberi hivatás * távlatnyitás * organikus szemléletmód * az élet algoritmusa * paradigmaváltás * karma * szanszkrit nyelv * jóga * szamszára * philosophia perennis * mitológia * progresszív tudatosság * szellemi iskola * humánum * theoum * indiai bölcselet * tudatos szemléletformálás * új tudományosság * önmegvalósítás * értékrend-orthodoxia * morálkonzervativizmus * kultúrklasszicizmus * hiteles öntudat * természetes életmód * vegetárizmus * kelet és nyugat * spirituális szintézis * gyakorlati életbölcsesség * személyiségformálás * lelki értékrend * felelős életszemlélet * konfliktuskezelés * test és lélek * egész-ség * metafizikai tudatosság *”
Az egyes számok tematikája a főszerkesztői vezércikkben kerül bemutatásra, melynek címe egyben az adott szám alcíme is (pl. Hely, tér, űr - 71. szám). E tematika fogja össze az adott számban megjelenő cikkeket.

### Mellékletek és rovatok
A Kagylókürt állandó melléklete az Orientáció. A Név és Forma vizuális melléklet 2009 és 2017 között – előbb nyomtatott majd interneten elérhető formában – jelent meg. A Keleti hangszerlexikon rovat 2002 és 2018 között negyven alkalommal mutatott be keleti hangszereket.

## Kapcsolatai a magyar szellemi élettel
A Kagylókürt folyóirat felbukkanása a magyar sajtóban, az egészen másfajta holisztikus-szemlélet, az új, addig nem hozzáférhető információk, a sokszínű tartalom, az úttörő formátum – a 2009-ben készült dokumentumfilmben megszólaló olvasók szerint – „minden vonatkozásban intellektuális élményt” jelentett a rendszerváltás éveiben.[forrás?]
A spirituális létszemlélet alapfogalmait bemutató televíziós ismeretterjesztő műsor, a Világokon át 11. részében (Sorsunk kódjai: szabadság vagy determináció?) a lap főszerkesztője, Rácz Géza is közreműködött: az indiai eszmerendszer egyik pillérét, a karma fogalmát mutatta be.

## Kapcsolódó szervezetek, rendezvények
A Kagylókürt kiadója a Gangesz Alapítvány (korábbi nevén Hindu–Magyar Kulturális Alapítvány), mely az indiai és a magyar hagyományok összekapcsolását tűzte ki célul.
Országszerte több városban működnek a Kagylókürt szellemiségét ápoló Mandala-körök. Először 1996 decemberében Pázmándfalun alakult Kagylókürt Mandala Baráti Kör. Majd annak megszűnése után 2012-ben Pécsett egyetemisták kezdeményezésére jött létre a mai Mandala-kör hálózat első tagja.
Az új számok megjelenését nyilvános bemutató követi Budapesten, hagyományosan az Írók Boltjában, illetve Pécsett.

## További információ
- Kagylókürt folyóirat honlapja
- Gangesz alapítvány honlapja
- Kagylókürt facebook oldal
- Kultúrkalandor Archiválva 2020. június 26-i dátummal a Wayback Machine-ben